# Casa dei Fasci milanesi

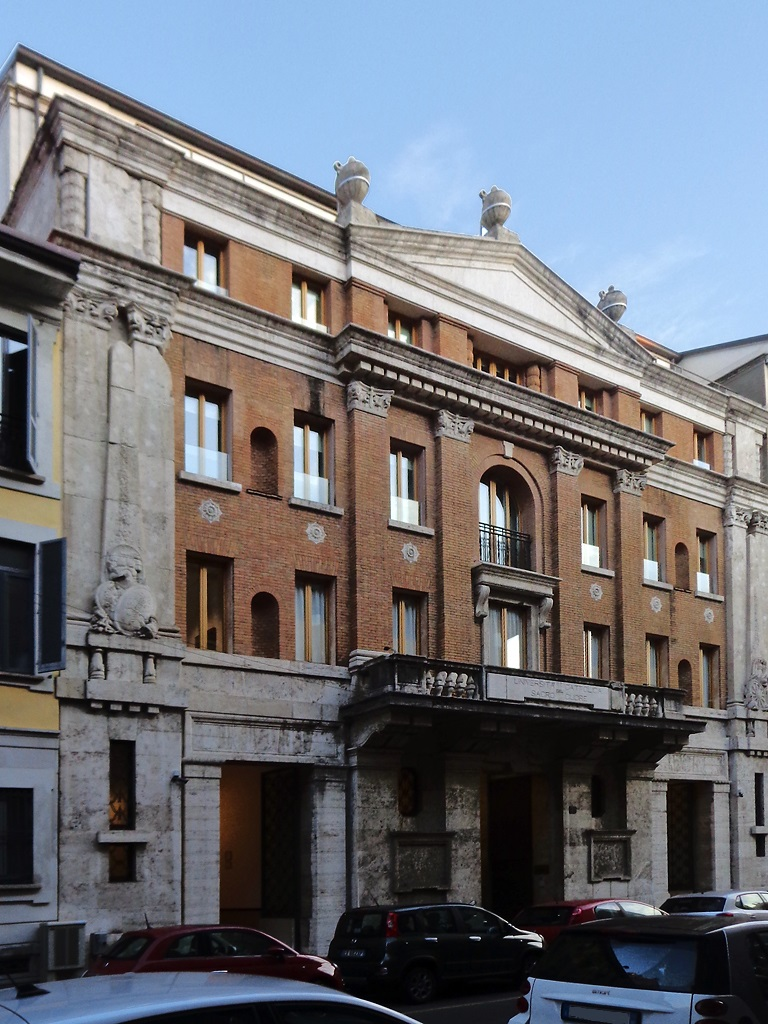
La Casa fotografata nel 2015

La Casa dei Fasci milanesi è un edificio storico situato in via Nirone al civico 15 nel centro di Milano, all'interno del municipio 1.

## Storia
Il palazzo, oggi in uso alla Università Cattolica del Sacro Cuore di cui ospita L'alta scuola in psicologia "Agostino Gemelli", fu iniziato il 10 novembre 1926 e inaugurato il 28 ottobre 1927, anniversario della Marcia su Roma, come sede dei Fasci milanesi su disegno dell'architetto Paolo Mezzanotte e con la collaborazione tecnica del fratello, ingegner Vittorio. La costruzione è realizzata seguendo gli stilemi prototipi del Novecento italiano.
Nel 1932 lo stabile passò in proprietà al Comune di Milano, in seguito divenne sede di uffici di beneficenza e assistenza per poi diventare, nel giugno del 1962, sede milanese della Democrazia Cristiana fino al dicembre 1993. Nel maggio 2002 la proprietà di via Nirone, 15 passò alla Università Cattolica del Sacro Cuore che vi insediò attività accademiche e didattiche.
L'edificio è caratterizzato da una grande facciata in mattoni rossi e travertino che risulta chiusa fra gli stabili adiacenti e la cui parte centrale è caratterizzata da un grande balcone al piano nobile, sormontato da quattro lesene in cemento armato che, a imitazione di colonne, sorreggono un secondo ordine sovrastato da un ampio timpano triangolare sulla cui sommità spiccano vari elementi decorativi. 
Al piano terreno una grande sala di rappresentanza con pavimenti in palladiana e inserti di mosaico; sia i pavimenti che i lampadari che i mobili, insieme alle stoffe e ai metalli usati per l'arredamento, furono scelti e selezionati dal Mezzanotte.L'intero edificio è stato restaurato negli anni 2002 e 2003.